# Rąbity
Rąbity (do 31 grudnia 2002 Rabity; niem. Rombitten) – wieś w Polsce położona w województwie warmińsko-mazurskim, w powiecie iławskim, w gminie Zalewo.
W latach 1975–1998 miejscowość administracyjnie należała do województwa olsztyńskiego. 1 stycznia 2003 nastąpiła zmiana nazwy z Rabity na Rąbity.
Wieś wzmiankowana w dokumentach z roku około 1400, jako wieś pruska na 16 włókach. Pierwotna nazwa wsi Rumbithen najprawdopodobniej wywodzi się od imienia Prusa - Rumbita. W roku 1782 we wsi odnotowano 11 domów (dymów), natomiast w 1858 w pięciu gospodarstwach domowych było 95 mieszkańców. W latach 1937–39 było 81 mieszkańców. W roku 1973 jako majątek Rąbity należały do powiatu morąskiego, gmina i poczta Zalewo.
W Rąbitach urodziła się niemiecka folklorystka Elisabeth Lemke.